# John Smith’s Stadium
Das John Smith’s Stadium, früher Kirklees Stadium, ist ein Fußballstadion in Huddersfield, Vereinigtes Königreich. Es ist die sportliche Heimat des Fußballvereins Huddersfield Town, derzeit in der EFL Championship, und der Rugby-League-Mannschaft der Huddersfield Giants aus der Super League. Auf seinen vier Tribünen bietet es 24.500 überdachte Sitzplätze. Es ersetzte das Leeds Road Stadium von 1908.

## Geschichte
Im November 1991 beschlossen das Kirklees Metropolitan Council und die Vereine Huddersfield Town und die Huddersfield Giants die Gründung eines Konsortiums zum Bau eines neuen Stadionkomplexes mit vielseitigen Sport- und Unterhaltungsmöglichkeiten in Huddersfield. Während der Planungsphase trug das Projekt den Namen Kirklees Stadium. Im Jahr 1994 fand die Einweihung des Alfred McAlpine Stadium, nach dem errichtenden Bauunternehmen des Stadions, statt. Dieser Vertrag über den Namen endete im Jahr 2004, da die Baufirma den Vertrag nicht verlängern wollte. Neuer Inhaber der Namensrechte wurde am 31. Juli 2004 Galpharm International, seit 2008 ein Tochterunternehmen der Perrigo ist der größte Lieferant von rezeptfreien Medikamenten im Vereinigten Königreich.
Am 19. Juli 2012 wurde bekannt, dass die Brauerei Heineken das Namensrecht am Stadion erworben hat. Seit dem 1. August trägt die Heimat der Terriers und der Giants den Namen John Smith’s Stadium nach der zu Heineken gehörigen John Smith’s Brewery. Der Vertrag hat eine Laufzeit von fünf Jahren.
Anfangs waren nur die zwei Ränge längs des Spielfeldes fertiggestellt, die dritte Tribüne im Süden wurde vier Monate später eingeweiht. Der Bau des vierten Rangs begann 1996 und wurde 1997 abgeschlossen. Das Spielfeld besitzt eine Rasenheizung. Die Gästefans sind auf dem John Smith’s Stand untergebracht. Die Optik des Stadions wird von den halbkreisförmigen Tribünen und der bogenförmigen Dachkonstruktion bestimmt. Aufgehängt an Stahlgerüstbögen, die zu massiven Beton-Pfeilern in den Stadionecken führen und auf ihnen thronen. Aus den Dachstützen in den Ecken ragen auch die Masten der Flutlichtanlage heraus. Das Stadion bekam 1995 den RIBA Building of the Year Award verliehen.
Zu dem Komplex gehört darüber hinaus u. a. der Stadium Health & Fitness Complex, die Freizeitanlage The Zone, ein Geschäfts- und Konferenzzentrum, eine Golf-Driving-Range mit 30 Plätzen, ein Golf-Superstore mit 1.500 Quadratmetern Fläche, ein Kino mit neun Kinosälen (mit insgesamt 2.000 Plätzen) sowie Restaurants und Bars.

## Tribünen
- Direct Golf UK Stand – (West, Haupttribüne, 26 VIP-Logen, doppelstöckig)
- Britannia Rescue Stand – (Ost, Gegentribüne)
- John Smith’s Stand – (Süd, Hintertortribüne)
- Fantastic Media Stand – (Nord, Hintertortribüne, 16 VIP-Logen, doppelstöckig)

## Sonstige Nutzung
Am 14. Oktober 1999 fand in der Sportstätte ein Spiel der Rugby-Union-Weltmeisterschaft statt. Es traten die Mannschaften von Neuseeland und Italien aufeinander. Am Ende kam es zu einem klaren 101:3-Erfolg für die Neuseeländer. Des Weiteren gab es noch drei Qualifikationsspiele zu der Rugby-Union-WM 1999.
Das John Smith’s Stadium ist auch Veranstaltungsort für Konzerte. So traten z. B. The Beautiful South, R.E.M., Bon Jovi, Elton John, Bryan Adams, Blue oder The Eagles auf.

## Galerie
| 0Szene eines FA-Cup-Spiels                                       | 0Stadion-Innenraum     | 0Dachkonstruktion                 | 0Der Pool- und Fitness-Club     |
| FA-Cup-Spiel zwischen Huddersfield Town und West Bromwich Albion | Blick in den Innenraum | Die bogenförmige Dachkonstruktion | Der Stadium Pool & Fitness-Club |